# Pokłon Trzech Króli (obraz Geertgena z Cleveland)
Pokłon Trzech Króli – obraz olejny niderlandzkiego malarza renesansowego Geertgena tot Sint Jansa, znajdujący się w zbiorach Cleveland Museum of Art.

## Tematyka
Tematem dzieła jest scena biblijna z Nowego Testamentu, opisana w Ewangelii św. Mateusza (Mt 2,1-12). Malarz przedstawił na pierwszym planie siedzącą na ziemi Maryję, która pokazuje dwom królom Dziecię Jezus. Pierwszy z monarchów ofiarował już kadzidło, które stoi otwarte na ziemi. Drugi trzyma naczynie z mirrą w lewej ręce, prawą zaś zdejmuje nakrycie głowy. Za Matką Bożą artysta umieścił wołu i osła, tradycyjnie dla scen bożonarodzeniowych. Ponad grupą osób na pierwszym planie namalowany został św. Józef, trzymający kij pasterski. W tle ukazany został krajobraz z drzewami i drogą, symbolizującą być może ucieczkę do Egiptu, która nastąpiła zaraz po oddaleniu się magów. Przypuszcza się, iż trzeci król, przedstawiciel ludów Afryki, znajdował się na prawo od władcy w turbanie. Najprawdopodobniej prawa część obrazu została odcięta.